# Мордовське Маскино
Мордо́вське Ма́скино (рос. Мордовское Маскино, ерз. Мокшень Масканя) — присілок у складі Краснослободського району Мордовії, Росія. Входить до складу Краснопідгорного сільського поселення.
Населення — 45 осіб (2010; 58 у 2002).
Національний склад (станом на 2002 рік):
- мордва — 86 %